# Quận Robertson, Texas
Quận Robertson (tiếng Anh: Robertson County) là một quận trong tiểu bang Texas, Hoa Kỳ. Quận lỵ đóng ở thành phố Franklin 6. Theo kết quả điều tra dân số năm 2000 của Cục điều tra dân số Hoa Kỳ, quận có dân số 16.000 người, dân số năm 2009 là 15.706 người.

## Địa lý

### Xa lộ chính
- U.S. Highway 79
- U.S. Highway 190
- State Highway 6
- State Highway 7

### Quận giáp ranh
- Quận Limestone  (bắc)
- Quận Leon  (đông bắc)
- Quận Brazos  (đông nam)
- Quận Burleson  (nam)
- Quận Milam  (tây nam)
- Quận Falls  (tây bắc)